# Speke
Pour les articles homonymes, voir Speke (homonymie).

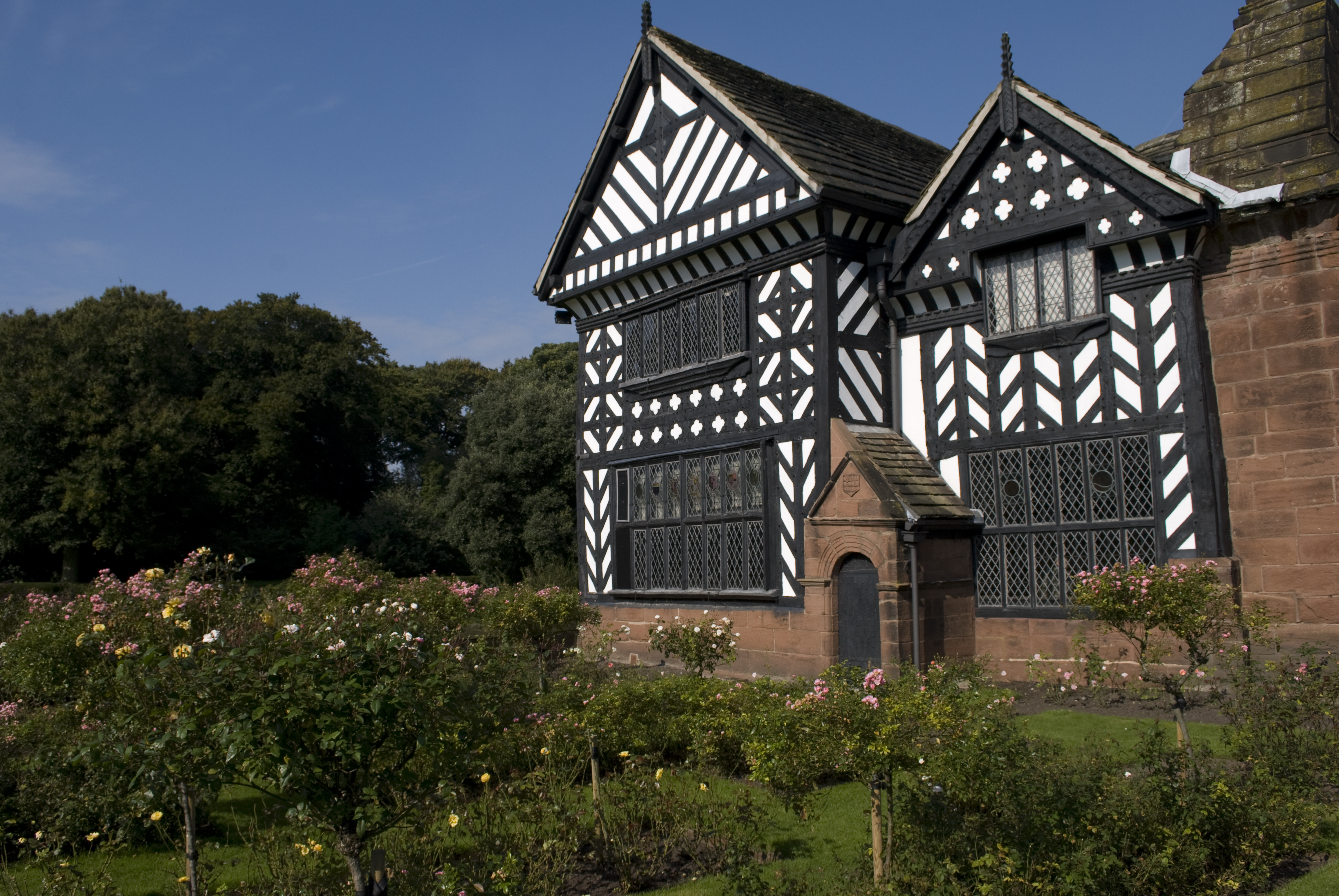
Speke Hall.

Speke est un quartier du sud de Liverpool. Il abrite notamment l'aéroport de Liverpool et Speke Hall (en), un manoir de l'ère Tudor.